# Verbandsgemeinde (Sachsen-Anhalt)
Verbandsgemeinden in Sachsen-Anhalt sind Gebietskörperschaften nach dem Vorbild der Verbandsgemeinden in Rheinland-Pfalz. Es handelt sich dabei um Gemeindeverbände mehrerer selbstständiger Gemeinden, die zur Erledigung ihrer Verwaltungsgeschäfte eine neue Gebietskörperschaft, die Verbandsgemeinde, bilden.

## Aufbau und Aufgaben
Verbandsgemeinden können zwischen drei und acht Mitgliedsgemeinden mit insgesamt mindestens 10.000 Einwohner bezogen auf den 31. Dezember 2005 haben. Ausnahmen sind dabei möglich, wenn sich das Gebiet in einer dünn besiedelten Region, das heißt in einem Landkreis mit einer Bevölkerungsdichte, die ein Drittel unter dem Durchschnitt aller Landkreise liegt, oder in geographischer Randlage befindet. Sie dürfen nicht im Umland der Oberzentren Halle (Saale), Magdeburg und Dessau-Roßlau liegen, hier sind nur Einheitsgemeinden zulässig. Außerdem dürfen dem zentralen Ort einer Verbandsgemeinde höchstens 40 % der Einwohner der Verbandsgemeinde angehören.
Verbandsgemeinden haben einen eigenen direkt gewählten Verbandsgemeinderat und Verbandsgemeindebürgermeister. Die Mitgliedsgemeinden mit jeweils mindestens 1000 Einwohnern bleiben dabei rechtlich eigenständig.
Den Verbandsgemeinden sind nach dem Verbandsgemeindegesetz von Sachsen-Anhalt folgende Aufgaben zugewiesen:
- Flächennutzungsplanung
- Trägerschaft der allgemeinbildenden Schulen
- Errichtung und Unterhaltung von Sozialeinrichtungen (wenn diese gemeindeübergreifende Nutzung haben)
- Errichtung und Unterhaltung von Sport- und Freizeitanlagen (wenn diese gemeindeübergreifende Nutzung haben)
- Bau und Unterhaltung von Gemeindestraßen, die Orte miteinander verbinden
- Wasserversorgung und Abwasserbeseitigung
- Schlichtungsaufgaben
- Feuerwehr

In anderen Bundesländern gibt es den Verbandsgemeinden ähnliche Einrichtungen mit anderen Bezeichnungen (etwa Samtgemeinde oder Verwaltungsgemeinschaft) und zum Teil auch anderer Aufgabenstellung.

## Geschichte
Die Verbandsgemeinden wurden im Rahmen der Gemeindegebietsreform durch das Gesetz über die Verbandsgemeinde in Sachsen-Anhalt vom 14. Februar 2008 neu geschaffen. Sie lösen in ihrer Funktion die bisherigen Verwaltungsgemeinschaften ab, sofern diese nicht zu einer Einheitsgemeinde fusionieren. Die erste Verbandsgemeinde in Sachsen-Anhalt war die zum 1. Juli 2009 gegründete Verbandsgemeinde An der Finne. Am 1. Januar 2010 folgten dann die anderen 17 Verbandsgemeinden.

## Liste
In Sachsen-Anhalt gibt es 18 Verbandsgemeinden, die sich auf alle Landkreise außer den Landkreisen Anhalt-Bitterfeld, Jerichower Land und Wittenberg verteilen. In ihnen haben sich 20 Städte und 94 Gemeinden zusammengeschlossen.
| - Altmarkkreis Salzwedel - Verbandsgemeinde Beetzendorf-Diesdorf - Landkreis Börde - Verbandsgemeinde Elbe-Heide - Verbandsgemeinde Flechtingen - Verbandsgemeinde Obere Aller - Verbandsgemeinde Westliche Börde - Burgenlandkreis - Verbandsgemeinde An der Finne - Verbandsgemeinde Droyßiger-Zeitzer Forst - Verbandsgemeinde Unstruttal - Verbandsgemeinde Wethautal - Landkreis Harz - Verbandsgemeinde Vorharz | - Landkreis Mansfeld-Südharz - Verbandsgemeinde Goldene Aue - Verbandsgemeinde Mansfelder Grund-Helbra - Saalekreis - Verbandsgemeinde Weida-Land - Salzlandkreis - Verbandsgemeinde Egelner Mulde - Verbandsgemeinde Saale-Wipper - Landkreis Stendal - Verbandsgemeinde Arneburg-Goldbeck - Verbandsgemeinde Elbe-Havel-Land - Verbandsgemeinde Seehausen (Altmark) |